# 月尾諾鱨
月尾諾鱨（學名：Sperata seenghala），為輻鰭魚綱鯰形目鱨科的其中一種，為熱帶淡水魚類，分布於亞洲阿富汗、巴基斯坦、印度、尼泊爾與孟加拉淡水及半鹹水流域，體長可達150公分，棲息在底層水域，生活習性不明，可做為食用魚及觀賞魚。